# Катарина Богићевић
Катарина Богићевић (Подгорица, 17. март 1998), позната као Кејт, црногорска је певачица и глумица. Истакла се улогом Звездане у серији Фолк (2012—2014). Учествовала је у такмичењу Ја имам таленат! и програму Твоје лице звучи познато. Наступила је на црногорском избору за Песму Евровизије Монтевизија 2018. и Монтесонг 2024.

## Лични живот
Потиче из музичке породице, њен отац Веселин је професор кларинета, а мајка Дијана композитор музике за децу.
У емотивној вези је с репером Кендијем.

## Дискографија

### Синглови
Дечије песме
- Чудна прича
- Милутине - наша радост (2007)
- Поларна пјесма (2007)
- Другарице (2009)

Као Катарина Богићевић
- Рециклажа (2013)
- Мито бекријо (серија Фолк)
- Без ријечи (2014)
- Perfect (2017) са СТО1К
- Нежељена (2018) Монтевизија

Као Кејт
- Хоћу да играм (2018)
- Микеланђело (2019)
- Цуре са Балкана (2020)
- Олово (2022) Сунчане скале
- Ева (2022) са Сајси MC и Тијара
- Пола пола (2023) дует са Кендијем
- Шаман (2023)
- Азурна ноћ (2024) Бисер Јадрана фестивал